# Nivelliertachymeter
Das Nivelliertachymeter ist ein Gerät zur Bestimmung der Position von Punkten. Dies erfolgt entweder in einem lokalen (örtlichen) Koordinatensystem oder im überregionalen, dem weltlichen System (In der Vermessung in Deutschland und Österreich ist es das Gauß-Krüger-Koordinatensystem).
Ist ein Nivelliergerät mit sogenannten Reichenbach'schen Distanzstrichen und einem Horizontalkreis versehen, wird es als Nivelliertachymeter bezeichnet. Es gehört zu den klassischen Vermessungsgeräten ohne elektronische Komponenten.
In die Optik des Gerätes sind ober- und unterhalb der Zielachse in gleichem Abstand kleine vertikale Striche, die Distanzstriche, eingeätzt. Bedingt durch die Gesetze der Optik bilden diese Distanzstriche außerhalb der Linse einen Brechungswinkel, den sogenannten parallaktischen Winkel. 
Das Nivelliertachymeter wird auf die im Ziel befindliche Messlatte ausgerichtet; der Abstand zweier Markierungen {\displaystyle a\,}, projiziert auf die Messlatte (und nun seitenverkehrt) wird abgelesen. Durch die mathematischen Gesetze der Ähnlichkeit lässt sich damit die horizontale Entfernung zur Messlatte bestimmen.
Um bei der Messung die Genauigkeit zu erhöhen, bestimmt man die Entfernung vom Mittelpunkt des Gerätes über dem aufzunehmenden Punkt zum Ausgangspunkt des parallaktischen Winkels {\displaystyle c\,}. Auch die Brennweite {\displaystyle f\,} der Linse muss bekannt sein. Um mit den Gesetzen der Ähnlichkeit rechnen zu können, ist der Abstand der beiden Distanzstriche {\displaystyle p} auf der Linse als Basisgröße grundlegend. 
Da diese Geräte noch keine programmgesteuerten Elemente besitzen, müssen die Entfernungen per Hand berechnet werden. Um die Bestimmung der Entfernung nach
(Entfernung) = (Brennweite)/(Abstand der Distanzstriche) · (Abstand der Distanzstriche auf der Messlatte) - (Entfernung bis zum Mittelpunkt des Gerätes)
also
{\displaystyle e={\frac {f}{p}}\cdot a-c}
zu vereinfachen, haben die Gerätehersteller dafür gesorgt, dass die Strecke {\displaystyle c} durch die Rückstellung der Linse gleich Null ist und der Quotient {\displaystyle f/p} einen einfachen runden Wert ergibt, meistens 100.
So vereinfacht sich die Formel für die Entfernung zu 
{\displaystyle e=100\cdot a.}
Da die Ablesung der Millimeterangaben auf der Messlatte recht ungenau sein kann, ergibt sich daraus nur eine Dezimeter-Genauigkeit für die Entfernung und eine Zentimeter-Genauigkeit für die Höhenangaben. 
Somit eignet sich das Gerät lediglich zur einfachen Lageaufnahme, beispielsweise zur topographischen Aufnahme.